# 中国2010年上海世界博览会欧洲联合馆
中国2010年上海世界博览会欧洲联合馆是2010年上海世博会上代表欧洲部分国家的联合展馆，位于世博园区C片区。欧洲联合馆包括了二个展馆，共计有12个国家在欧洲联合馆进行展示。

## 参展国家

### 欧洲联合馆一
| - 馬爾他 - 圣马力诺 | - 列支敦斯登 | - 賽普勒斯 |

### 欧洲联合馆二
| - 亞美尼亞 - 阿尔巴尼亚 | - 保加利亚 - 北馬其頓 | - 蒙特內哥羅 - 摩尔多瓦 |